# Edmond Tanière
Edmond Tanière, né à Fouquières-lez-Lens le 13 février 1939 et mort le 5 mai 1991 à Lille, est un chanteur, accordéoniste et compositeur français. C'est une figure de la chanson picarde (langue régionale du Nord-Pas-de-Calais) dont le thème essentiel est la vie des mineurs.

## Biographie
Edmond Tanière est le fils de Maurice Tanière et de Jeanne-Marie Bourgeois. Il est issu d'une famille de mineurs. Maurice Tanière est mineur dans la fosse n° 6 à Fouquières-lez-Lens. On trouve aussi Edmond et Désiré Tanière embauchés à la Compagnie des mines de Courrières en 1891. Il commence l'accordéon à 13 ans. Il monte sur Paris, chez Paul Beuscher, pour se perfectionner. C’est par cette formation qu’il est devenu l’un des dix meilleurs accordéonistes de France. Il est mineur pendant 7 ans dans la fosse n° 6 de Fouquières-lez-Lens puis boulanger, marchand de glace et artisan-grutier à son compte pour des entreprises de travaux publics. Depuis ses 18 ans, il joue de l'accordéon le samedi et dimanche dans les bals et au bol d'Air à Fouquières-lez-Lens. Il créait son groupe où il fait les chœurs et qui comprend ses frères Bernard et Charles à la batterie, Maurice et Pierre, guitaristes, Molenda, Alain Lévêque, Bruno Faberski, Jean Grimbert, la chanteuse Lydie Joël et Jean-Claude Dorne,. Alors qu'il est accordéoniste, il devient chanteur pour proposer un répertoire ch'ti. Il tient un café à Fouquières-lez-Lens, le Smilblick. C’est un café qui devient un dancing le samedi et le dimanche. On y trouve une petite scène dans un coin, un accordéon et accessible à toute personne qui veut chanter et jouer de la musique. En 1980, une auditrice ramène à la radio "Fréquence Nord" le 45 tours Edmond Tanière chante "Pature" Arthur Very Le mineur patoisant du Nord avec les titres Tout in haut de ch'terril et La Parisienne. Fréquence Nord le diffuse et immédiatement, les auditeurs appellent pour avoir la référence du disque. Ce 45 tours était déjà diffusé sur "Radio-Quinquin" et sur Radio Libellule en Belgiqe depuis quelques semaines. Cette dernière chanson lui est transmis par Arthur Very, surnommé le mineur patoisant du Nord, originaire de Rouvroy. Il enregistre peu après son premier 33 tours. À cette époque, il vend 10 000 33 tours et 80 000 45 tours. C'est le début d'une carrière régionale. Il interprète sur scène, les poèmes de Charles Bruchet originaire de Nœux-les-Mines. Il enregistre quelques disques chez les frères Célie aux Éditions Déesses. Ses chansons, pleines de réalisme et d'humour, sont restées gravées dans la mémoire collective des mineurs du Nord. Le vendredi 5 mai 1991, il est victime d'un accident de la route alors qu'il circule en mobylette. Il décède le 7 mai 1991, à la suite de plusieurs arrêts cardiaques. Edmond Tanière a sorti quatre 33 tours et huit 45 tours. Il a vendu un million de 45 tours avec Tout in haut de ch’terril. Il a eu deux maisons de disques. La première Divox et ensuite Disques Déesses qui a produit Claude Barzotti et Peter et Sloane. Edmond Tanière s'est marié à Marie Rose Canipet (1939-1994) et a un fils Sylvain Tanière.

## Discographie
- Edmond Taniere – Cante Pou Ches mineurs. 33 tours. Label : Disques Déesse
- Edmond Taniere – Cante Pou Nou Z'aut's. 33 tours. Label : Disques Déesse
- Edmond Taniere – Cante Pou Ti Z'aut's. 33 tours. Label : Disques Déesse
- Edmond Taniere – Volume 4. 33 tours. Label : Disques Déesse
- Edmond Taniere – Ch'meneu D'quevaux. 45 tours. Label : Disques Déesse
- Edmond Taniere – Tout In Haut De Ch'terril. 45 tours. Label : Disques Déesse
- Edmond Taniere – M'Lampiste. 45 tours. Label : Disques Déesse
- Edmond Taniere – La Danse Des Petits Chats. 45 tours. Label : Disques Déesse
- Edmond Taniere – Eun' Goutt' Ed' Jus. 45 tours. Label : Disques Déesse
- Edmond Taniere – Des Fleurs Pour Maman. 45 tours. Label : Disques Déesse
- Edmond Taniere – Louis Par Chi... Louis Par Lá!... 45 tours. Label : Disques Déesse
- Edmond Taniere – Cha-Cha... Pique !. 45 tours. Label : Disques Déesse

## Chansons
Quelques chansons d'Edmond Tanière dont le thème récurrent est la vie des mineurs.
- Tout in haut de ch’terril
- Ch’meneux d’quévaux
- Eune goutte eud’jus
- Les femmes d’à ch’t’heure
- Les molettes
- Louis par chi, Louis par là
- M’lampiste
- Les tomates
- V’la les coulonneux
- À l’ombre des terrils
- L’cordéoneux
- El’pinsionnée
- Pensez donc aux mamans
- Non, t’iras pas à'l’fosse
- La parisienne
- La polka du mineur
- Comme Papa
- Alle juot à’l’guise
- La Samba Des Chucheux
- Mélanie
- C’est loin tout ça
- Amertume
- Gueules noires
- L'bouton d'l'accordéon
- Le tango du cachalot
- Des fleurs pour maman
- Quand J'sus Pompette

## Reconnaissances
- La ville de Haisnes rend hommage au chanteur rebaptisant la salle polyvalente en Salle Edmond Tanière.
- La plupart des chansons que chante Renaud dans son album Renaud cante el nord sont des chansons composées par Edmond Tanière. Il est toujours présent dans le souvenir des anciens mineurs.
- Un hommage lui est rendu pour les 20 ans de sa disparition à Haisnes avec entre autres Simon Colliez, Mauricette Tanière et Pierre Delannoy[6].